# Q (Star Trek)
Q è un personaggio immaginario dell'universo fantascientifico di Star Trek. È interpretato da John de Lancie. È apparso per la prima volta nell'episodio pilota della serie televisiva The Next Generation e in seguito anche in alcuni episodi delle serie Deep Space Nine, Voyager, Lower Decks e Picard. Il personaggio appare inoltre in alcuni romanzi e videogiochi del franchise, nel secondo caso sempre con la voce di John de Lancie.
Q è un alieno dotato di poteri praticamente illimitati appartenente al Continuum Q, con il quale però si trova spesso in conflitto. Ha un legame con il capitano Jean-Luc Picard, che "tormenta" spesso con i suoi interventi interferendo nelle missioni dell'Enterprise D. Successivamente userà la stessa attenzione nei confronti del capitano Kathryn Janeway della USS Voyager. In seguito tornerà a tormentare Picard, alterando la linea temporale, così da creare una linea temporale alternativa.

## Caratteristiche
Q appartiene a una specie omonima di entità semidivine apparentemente immortali, onnipotenti e onniscienti dell'universo immaginario di Star Trek. Tali entità vivono in un piano di esistenza superiore chiamato il Continuum Q. La maggior parte dei Q sono indifferenti alle vicende umane, tranne pochi individui che provano curiosità e interesse per i problemi delle specie abitanti nell'universo di Star Trek.
Il personaggio di Q è un'entità bizzarra e dispettosa che si diverte a provocare problemi alle astronavi che incontra. In particolare per un lungo periodo si diverte a stuzzicare il comandante dell'Enterprise D Jean-Luc Picard e i membri del suo equipaggio.
Q, come ogni membro della sua specie, possiede la capacità di trasformazione della materia in energia, di teletrasporto nonché la capacità di viaggiare nel tempo. Dimostra di poter anche creare linee del tempo alternative e modificare gli stati della natura, come ad esempio il valore della costante gravitazionale.
Per qualche motivo ignoto i Q sembrano temere gli El-Auriani, con i quali hanno combattuto una "guerra fredda", terminata con una tregua. Inoltre un Q non può esimersi dal presentarsi davanti a un El-Auriano quando viene convocato.
La lettera Q fu scelta per il personaggio onnipotente e onnisciente da Gene Roddenberry in onore della sua amica Janet Quarton, prima presidentessa dello UK Star Trek Fan Club, così come spiegato dallo stesso John de Lancie in un'intervista contenuta nei DVD della serie. In realtà lui ha sempre preferito associare "Q" alla parola question ("domanda") perché Q è una creatura che mette sempre in discussione (nonché alla prova) la razza umana.

## Storia del personaggio

### InStar Trek: The Next Generation
Q compare di frequente negli episodi della serie Star Trek - The Next Generation. Si comporta generalmente in modo sarcastico e buffonesco, facendo il commediante, scherzando con il capitano e stuzzicandolo. Anche se ama mettere in difficoltà il capitano e l'equipaggio della nave stellare con atroci scherzi, in alcuni casi sembra alla fine fornire un qualche aiuto agli umani, mantenendo un atteggiamento ambivalente.
Un altro membro della specie dei Q appare nella sesta stagione di The Next Generation. Sull'Enterprise giunge infatti una tirocinante in apparenza umana che però ha strani e inspiegabili poteri: in realtà non è altro che la figlia, sempre credutasi umana, di due altri Q che avevano preso le sembianze di genitori umani e uccisi dal Continuum Q per "essersi comportati troppo da umani". La giovane successivamente prosegue la sua vita come una della sua razza.

### InStar Trek: Deep Space Nine
Il personaggio riappare nella prima stagione di Star Trek: Deep Space Nine, impedendo la distruzione della stazione spaziale Deep Space Nine, non prima però di una colorita scazzottata con il suo comandante Benjamin Sisko.

### InStar Trek: Voyager
Nella serie Star Trek: Voyager Q compare in tre occasioni: nella seconda stagione, la USS Voyager libera da una cometa un Q imprigionato lì da moltissimo tempo. Dopo le presentazioni questo Q, che si fa chiamare Quinn, dice di voler morire, ormai stanco di una vita immortale, poiché pensa che la sua specie si sia fossilizzata nella sua immortalità e non stia sperimentando niente di nuovo da secoli; queste sue idee portano il Continuum a bollarlo come mentalmente instabile e pericoloso, decretando perciò la sua incarcerazione. Il capitano Janeway si trova di fronte quindi ad un dilemma quando entrambi le chiedono di fare da giudice in un tribunale che sentenzi se Quinn debba tornare in prigione o poter essere libero di morire.
Alla fine Q trasforma Quinn in un umano, con la promessa che però possa vivere la vita morendo naturalmente e non suicidandosi, ma dopo pochi giorni Quinn, avendo compreso la sua incapacità di vivere appieno come un umano, si avvelena morendo dopo poche parole; Q lo lascia morire, sebbene avrebbe potuto facilmente ridonargli la vita, senza contare che è stato proprio lui a fornirgli il veleno. Questi eventi portano a una guerra civile nel Continuum Q. La guerra, che si svolge nel Continuum Q, è vista dai membri della USS Voyager come una rappresentazione della guerra civile americana in cui i Nordisti (Blue) capeggiati da Q vorrebbero instaurare più libertà nel Continuum Q, mentre i Sudisti (Gray) vorrebbero mantenere una certa dignitosa distanza da altre razze e che i Q non siano liberi di "giocherellare" nell'universo. La soluzione arriva quando Q e una Q di bell'aspetto concepiscono un figlio, un nuovo Q che darà nuova linfa alla specie, poiché i bambini nel Continuum Q non esistono.
Q ritorna con il figlio già adolescente nell'ultima stagione di Voyagerin cui lascia il figlio (interpretato dal figlio di John De Lancie), nelle mani della "Zia Katie" (il capitano Janeway). Il ragazzo dimostra però un carattere abbastanza testardo e di voler fare sempre quello che gli pare, di non rispettare le regole e i buoni comportamenti.
Alla fine padre e figlio si riescono a intendere con non poco aiuto dalla "Zia Katie" e la USS Voyager è salva.

### InLower Decks
In Star Trek: Lower Decks Q appare in un episodio in cui sfida l'equipaggio senior della USS Cerritos a un inspiegabile "gioco" per dimostrare il valore dell'umanità, vestendoli come pezzi degli scacchi di schierandoli in un campo da calcio pieno di carte antropomorfe. Più avanti nell'episodio, appare di nuovo per sfidare gli alfieri a duello, ma viene spazzato via senza tante cerimonie dal guardiamarina Mariner, che gli dice di "andare a disturbare Picard".

### InPicard
2400. Q, anche se sembra impossibile per uno della sua specie, sta morendo e per tutta una serie di motivi desidera che Jean-Luc Picard, a cui in fondo si è affezionato, superi un grosso trauma della sua infanzia legato alla morte della madre. Per far questo, altera il passato in modo tale che la Terra del presente di Picard sia un luogo xenofobo e completamente diverso dalla realtà illuminata della Federazione. Picard è costretto a tornare indietro nel tempo, nel 2024, per sistemare tutto; scendendo a patti anche con la traumatica esperienza di quando era bambino, verrà riportato da un Q morente nel suo tempo. Gli accadimenti porteranno anche a un'alleanza con i Borg provenienti da un'altra linea temporale, che chiederanno di essere annessi alla Federazione.
Alla fine della terza stagione farà di nuovo un'apparizione presentandosi al figlio di Jean-Luc Picard, Jack; all'affermazione del giovane "pensavo fossi morto", Q risponde in modo criptico accusandolo di pensare in modo lineare, annunciandogli che il processo all'umanità è finito e che sta per iniziare quello di Jack.

## Continuum Q
Il Continuum Q è il piano di esistenza extradimensionale abitato dalle entità chiamate Q.
Alcuni episodi hanno suggerito l'idea che i Q si siano evoluti allo stato attuale da uno stato inferiore, simile a quello degli esseri umani: in un episodio Q dice che gli umani potrebbero evolversi a tal punto da superare i Q in un remoto futuro. In altri, al contrario, Q afferma chiaramente che la sua specie è sempre esistita tale e quale, negando pertanto un qualsiasi percorso evolutivo comparabile a quello degli umanoidi. Inoltre, Q afferma che la sua specie non si riproduce, almeno non per via sessuale, anche se sembra che i Q possano procreare sessualmente con creature come gli Umani.
Il Continuum Q appare nelle puntate di Voyager Diritto di morte e Questioni di Q-ore; nella prima appare all'equipaggio come una strada senza fine in un deserto (che può portare "in qualunque luogo dell'universo"), mentre nella seconda è rappresentato come un campo di battaglia della guerra civile americana. Tali manifestazioni non rappresentano tuttavia il Continuum vero e proprio, ma soltanto una sua versione adattata alle limitate percezioni dell'equipaggio: la strada nel deserto simboleggia la monotonia che, secondo Quinn, affligge il Continuum, mentre il campo di battaglia si riferisce allo scontro in atto, nella seconda puntata, tra i vari membri del Continuum.
I fan e lo stesso John de Lancie hanno supposto che anche l'alieno Trelaine, un essere onnipotente e dispettoso presente nell'episodio Il cavaliere di Gothos (The Squire of Gothos) della serie classica  Star Trek, potesse essere un membro del Continuum Q.

## Interpreti
Q viene interpretato dall'attore statunitense John de Lancie, apparendo nella serie televisiva The Next Generation, negli episodi: Incontro a Farpoint (prima parte) (Encounter at Farpoint: Part 1), Incontro a Farpoint (seconda parte) (Encounter at Farpoint: Part 2), Il ritorno di Q (Hide and Q), Chi è Q? (Q Who), Déjà Q (Déjà Q), Q-Pido (QPid), Una vera Q (True Q), Una seconda opportunità (Tapestry), Ieri, oggi, domani (prima parte) (All Good Things - Part I) e Ieri, oggi, domani (seconda parte) (All Good Things - Part II); nella serie Deep Space Nine, nell'episodio Per amore di Q; nella serie Voyager, negli episodi: Diritto di morte (Death Wish), Questioni di Q-ore (The Q and the Grey) e Q2 (Q2); nella serie Picard, negli episodi: Guarda le stelle (The Star Gazer), Penitenza (Penance), Assimilazion (Assimilation), L'osservatore (Watcher) e Portami sulla luna (Fly me to the Moon). 
L'attore presta inoltre la voce al personaggio nei videogiochi del franchise di Star Trek: Star Trek: Borg (1996), Star Trek: The Game Show (1998) e Star Trek: ConQuest Online (2000), oltre che nel videogioco del franchise I Griffin, Family Guy: The Quest for Stuff (2014).
Nell'edizione italiana delle opere del franchise, viene doppiato principalmente da Francesco Pannofino in The Next Generation e Picard. In due degli episodi di Voyager in cui appare viene doppiato in italiano da Oliviero Dinelli.

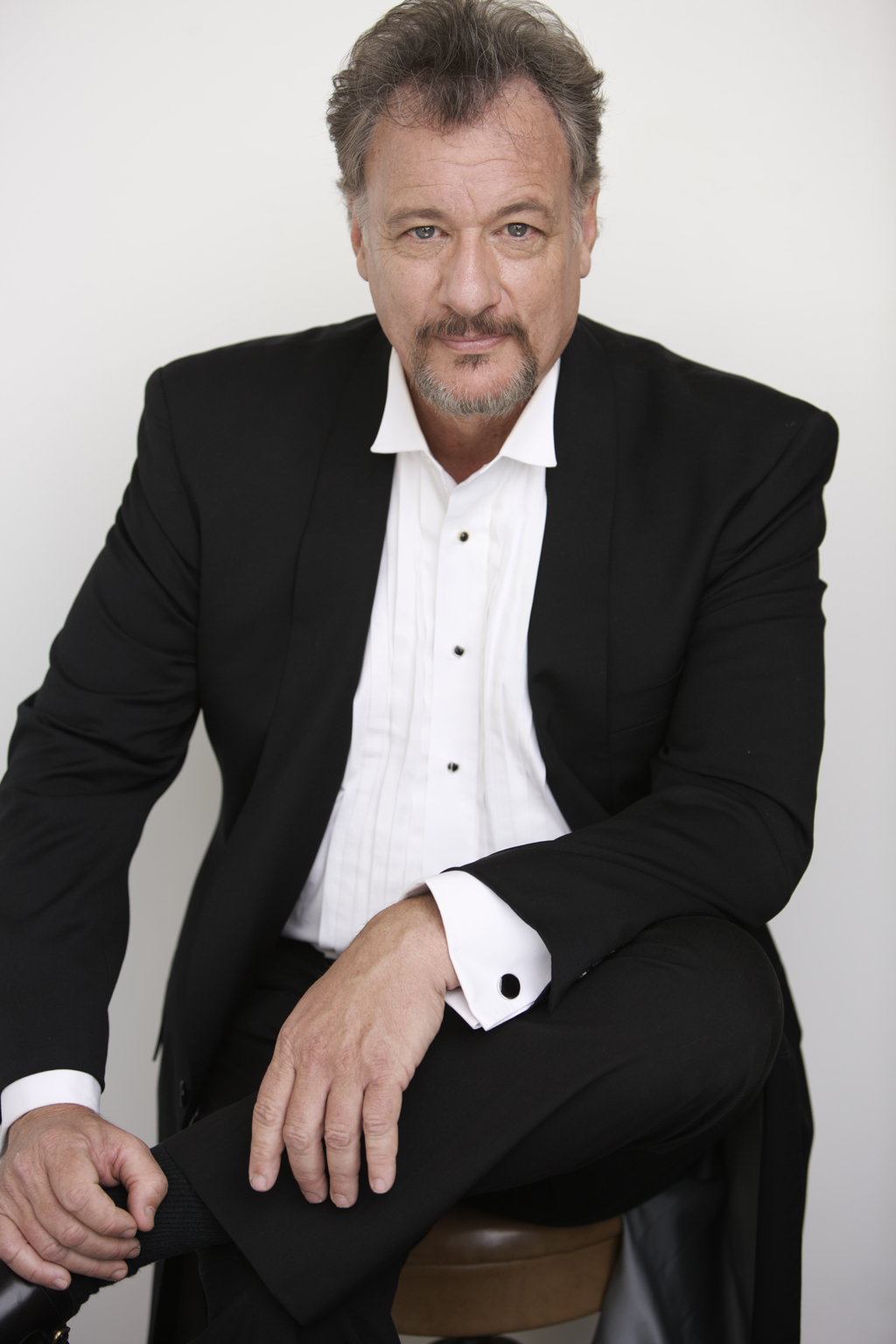
John de Lancie, interprete di Q
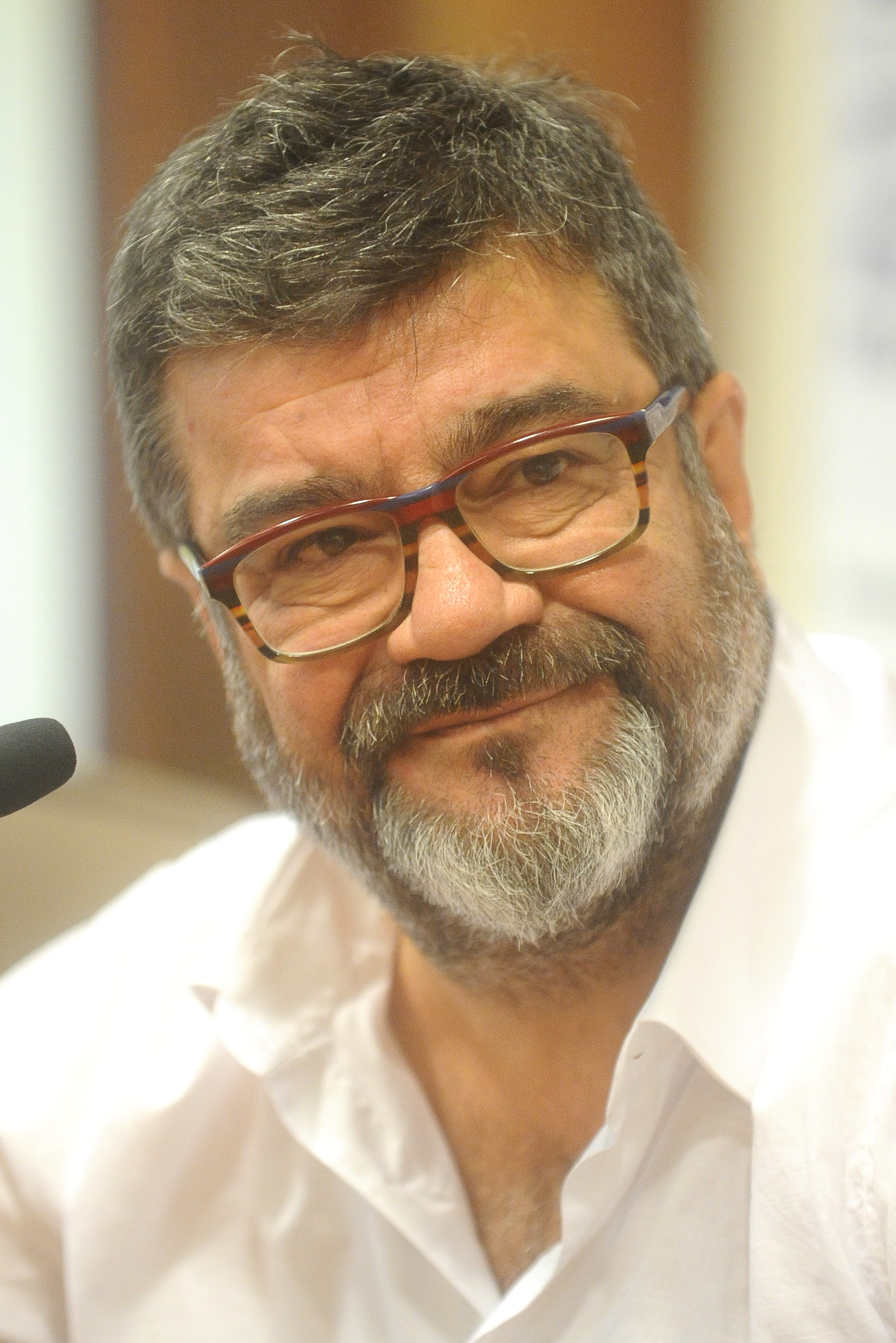
Francesco Pannofino, principale voce italiana di Q

## Merchandising (parziale)
- La casa di giocattoli statunitense Mego (distribuita originalmente in Italia dalla Harbert, dalla Polistil e dalla GiG), celebre negli anni settanta per le sue action figure da 8" di supererori Marvel e D.C. e di personaggi di film e telefilm, tra cui quelli della serie classica di Star Trek e del film Star Trek: The Motion Picture, risorta nel 2018, ha realizzato nel 2019,[N 5], all'interno della Wave 10, per la propria nuova linea di Star Trek, l'action figure di Q in tenuta da giudice, così come appare nel primo episodio di The Next Generation, Incontro a Fairpoint.[16]

## Filmografia

### Cinema
- Star Trek World Tour, regia di Winrich Kolbe (1998)

### Televisione
- Star Trek: The Next Generation - serie TV, 10 episodi (1987-1994)
- Star Trek: Deep Space Nine - serie TV, episodio 1x07 (1993)
- Star Trek: Voyager - serie TV, episodi 2x18-3x11-7x19 (1996, 2001)
- Star Trek: Lower Decks - serie TV, episodio 1x08 (2020)
- Star Trek: Picard - serie TV, 5 episodi (2022)

### Videogiochi
- Star Trek: Borg (1996)
- Star Trek: The Game Show (1998)
- Star Trek: ConQuest Online (2000)
- Family Guy: The Quest for Stuff (2014)

## Pubblicazioni (parziale)

### Romanzi
- (EN) Greg Cox, The Q Continuum, collana Star Trek, Pocket Books, 2003, ISBN 0-7434-9182-3.
- (EN) Greg Cox, Q-space, collana Star Trek: The Next Generation - The Q Continuum, vol. 1, Simon and Schuster, 2012, ISBN 1-4711-0790-6.
- (EN) Peter David, Q Squared, collana Star Trek: The Next Generation, Pocket Books, 2012, ISBN 1-4711-0873-2.
- (EN) Peter David e John de Lancie, I, Q., collana Star Trek: The Next Generation, Pocket Books, 2012, ISBN 978-1-4711-0804-4.
  -  Peter David e John de Lancie, Io Q, Roma, Fanucci Editore, 2000, ISBN 8834707273.